# Cudowny czarodziej
Cudowny czarodziej (cz. Podivuhodný kouzelník) – poemat Vítězslava Nezvala z 1922, stanowiący kluczowe dzieło poetyzmu. Dzieło jest zadedykowane poecie Jiřemu Mahenowi. W 1930 zostało włączone do tomiku Wiersze nocy. Składa się z siedmiu części poprzedzonych Przedśpiewem. Kolejne części noszą podtytuły: Geneze podivuhodného kouzelníka, Rodokmen kouzelníkových předků, Jezerní dáma a kouzelníkovo mládí, Revoluce, Láska Pohroma Kouzelníkovy metamorfózy a transfigurace Vodotrysk, Zavěr. Poemat jest napisany w większości wierszem wolnym.
Na język polski poemat przełożył Andrzej Piotrowski.